# 流体输送
流体输送是指研究克服管道阻力或重力将流体从一处转移到另一处或提升一定高度的工艺方法，屬於化工中的單元操作。流体是指可以流动的气体和液体的总称。流体输送的有关参数为：流体的流速、压力、密度、黏度和导热性等。由此产生雷诺数是主要指标。研究流体输送同时要研究各种管道、弯头、閥門的阻力以及提供推动力的输送设备，如鼓风机、压缩机、泵等。流体输送是对各种化工厂进行工艺设计的主要因素。